# Artemisia verlotiorum
Artemisia verlotiorum là một loài thực vật có hoa trong họ Cúc. Loài này được Lamotte mô tả khoa học đầu tiên năm 1876.